# Blue Neighbourhood (The Remixes)
Blue Neighbourhood (The Remixes) è il primo album di remix del cantante australiano Troye Sivan.
Contiene vari remix e registrazioni dal vivo dei brani provenienti dal suo album di debutto Blue Neighbourhood, compreso il singolo Youth, vincitore dell'ARIA Award for Song of the Years agli ARIA Music Awards 2016.

## Tracce
1. Ease (Vallis Alps Remix) – 3:25 (Caleb Nott, Georgia Nott, Troye Sivan Mellet)
2. Ease (Lontalius Remix) – 3:48 (Caleb Nott, Georgia Nott, Troye Sivan Mellet)
3. Wild (XXYYXX Remix) – 3:32 (Troye Sivan Mellet, Alex Hope)
4. Wild (Scout & Grey Remix) – 3:25 (Troye Sivan Mellet, Alex Hope)
5. Wild (RAC Remix) – 4:02 (Troye Sivan Mellet, Alex Hope)
6. Wild (Young Bombs Remix) – 3:23 (Troye Sivan Mellet, Alex Hope)
7. Fools (Filous Remix) – 4:17 (Troye Sivan Mellet, Alex Hope, Phillip "Pip" Norman)
8. Youth (Gryffin Remix) – 3:41 (Troye Sivan Mellet, Bram Inscore, Brett McLaughlin, Alexandra Hughes, Alex Hope)
9. Youth (Son Lux Remix) – 3:24 (Troye Sivan Mellet, Bram Inscore, Brett McLaughlin, Alexandra Hughes, Alex Hope)
10. Youth (Shift K3Y Remix) – 3:38 (Troye Sivan Mellet, Bram Inscore, Brett McLaughlin, Alexandra Hughes, Alex Hope)
11. Youth (versione acustica) – 3:12 (Troye Sivan Mellet, Bram Inscore, Brett McLaughlin, Alexandra Hughes, Alex Hope)
12. Wild (live) – 5:34 (Troye Sivan Mellet, Alex Hope)
13. Youth (live) – 4:46 (Troye Sivan Mellet, Bram Inscore, Brett McLaughlin, Alexandra Hughes, Alex Hope)
14. Happy Little Pill (live) – 4:19 (Brandon Rogers, Tat Tong, Troye Sivan Mellet)

## Date di pubblicazione
| Paese | Data di pubblicazione | Formato           |
| ----- | --------------------- | ----------------- |
| Mondo | 18 novembre 2016      | Download digitale |